# Алисов, Олег Михайлович
Олег Михайлович Алисов (род. 5 марта 1987, Хакасия, РСФСР, СССР) — российский военнослужащий, рядовой. Герой Российской Федерации (2024).

## Биография
Родился 5 марта 1987 года в Хакасии, позже семья перебралась в деревню Глядень Красноярского края. Мать —  Татьяна Ивановна, отец — Михаил Иванович. Также есть двое старших братьев, Евгений и Александр.
После окончания девяти классов учёбы, пошёл работать, трудился разнорабочим. В 2023 году объявил о решении подписать контракт, после чего отправился в зову боевых действий. Позывной – «Назар» был взят из частицы названия своего родного Назаровского района.
Участник вторжения России на Украину. В 2024 году ему было присвоено звание Героя Российской Федерации. Продолжает нести службу.

## Звания и награды
- Герой Российской Федерации (2024)[7][8].